# Francisco Soriano Lapresa
Francisco Soriano Lapresa, né à Grenade en 1893 et mort en 1934 dans cette même ville, est un homme politique, avocat et intellectuel espagnol. Il est l'une des figures les plus importantes du mouvement culturel de Grenade du début du XXe siècle.

## Biographie
Né en Grenade en 1893, Soriano Lapresa étudie et enseigne le droit , la philosophie et les lettres à l'Université de Grenade.
Au début des années 1920, il fonde le cercle littéraire du Rinconcillo, dans le célèbre Café Alameda (aujourd'hui disparu). Le monde de la poésie, de la littérature, du journalisme, des arts, de la politique, de la musique et de la diplomatie s'y rencontrait, tant au niveau national qu'international,,. 
Parmi les participants célèbres se retrouvent Federico García Lorca, Manuel de Falla, Melchor Fernández Almagro, Antonio Gallego Burín, Ángel Barrios, Manuel Ángeles Ortiz, Fernando de los Ríos, Ismael de la Serna, Hermenegildo Lanz, Juan Cristóbal, Ramón Pérez Roda, Luis Mariscal, Francisco García Lorca, Emilia Llanos Medina, Andrés Segovia, H. G. Wells, Koichi Nakayama, Wanda Landowska, Rudyard Kipling et Arthur Rubinstein,. 
Soriano Lapresa y tient en quelque sorte la fonction de leader ou de père spirituel, mettant son savoir au service des membres.
Durant le règne d'Alphonse XIII, il commence une carrière politique. Il est candidat pour la Lliga Regionalista de Francesc Cambó dans la province d'Almería. Il adhère ensuite au Parti Socialiste Ouvrier Espagnol et préside une section de l'Union Générale des Travailleurs (UGT) de Grenade.
En octobre 1932, il représente le syndicat, pour Grenade, au cours du XIIIe Congrès du PSOE  alors présidé par Francisco Largo Caballero.
Il meurt à Grenade en juillet 1934.

## Voir également
- Café Alameda de Grenade